# Kanton Doulevant-le-Château
Der Kanton Doulevant-le-Château war bis 2015 ein französischer Wahlkreis im Arrondissement Saint-Dizier, im Département Haute-Marne und in der Region Champagne-Ardenne; sein Hauptort war Doulevant-le-Château.
Der 16 Gemeinden umfassende Kanton Doulevant-le-Château war 233,27 km² groß und hatte 2319 Einwohner (Stand: 2012).

## Gemeinden
| Gemeinde                   | Einwohner Jahr | Fläche km² | Bevölkerungsdichte | Code INSEE | Postleitzahl |
| -------------------------- | -------------- | ---------- | ------------------ | ---------- | ------------ |
| Ambonville                 | 76 (2013)      | –          | – Einw./km²        | 52007      | 52110        |
| Arnancourt                 | 95 (2013)      | –          | – Einw./km²        | 52019      | 52110        |
| Baudrecourt                | 103 (2013)     | –          | – Einw./km²        | 52039      | 52110        |
| Beurville                  | 103 (2013)     | –          | – Einw./km²        | 52047      | 52110        |
| Blumeray                   | 107 (2013)     | –          | – Einw./km²        | 52057      | 52110        |
| Bouzancourt                | 74 (2013)      | –          | – Einw./km²        | 52065      | 52110        |
| Brachay                    | 55 (2013)      | –          | – Einw./km²        | 52066      | 52110        |
| Charmes-en-l’Angle         | 8 (2013)       | –          | – Einw./km²        | 52109      | 52110        |
| Charmes-la-Grande          | 162 (2013)     | –          | – Einw./km²        | 52110      | 52110        |
| Cirey-sur-Blaise           | 103 (2013)     | –          | – Einw./km²        | 52129      | 52110        |
| Courcelles-sur-Blaise      | 114 (2013)     | –          | – Einw./km²        | 52149      | 52110        |
| Dommartin-le-Saint-Père    | 276 (2013)     | –          | – Einw./km²        | 52172      | 52110        |
| Doulevant-le-Château       | 404 (2013)     | –          | – Einw./km²        | 52178      | 52110        |
| Flammerécourt              | 71 (2013)      | –          | – Einw./km²        | 52201      | 52110        |
| Leschères-sur-le-Blaiseron | 97 (2013)      | –          | – Einw./km²        | 52284      | 52110        |
| Mertrud                    | 181 (2013)     | –          | – Einw./km²        | 52321      | 52110        |
| Nully                      | 169 (2013)     | –          | – Einw./km²        | 52359      | 52110        |
| Trémilly                   | 82 (2013)      | –          | – Einw./km²        | 52495      | 52110        |